# Tipula (Lunatipula) iberica
Tipula (Lunatipula) iberica is een tweevleugelige uit de familie langpootmuggen (Tipulidae). De soort komt voor in het Palearctisch gebied.